# 相移全橋轉換器
相移全橋轉換器（phase-shifted full-bridge converter，簡稱PSFB）是一種全橋轉換的直流-直流轉換器，其訊號之間會設定相位差，相移全橋轉換器效率比傳統全橋轉換器佳，是高功率直流轉換的理想拓撲。
其硬體架構和一般的全橋轉換器相同，包括產生交流電的H橋電路，輸出到變壓器的一次側，二次側再透過整流器轉換為直流電壓。

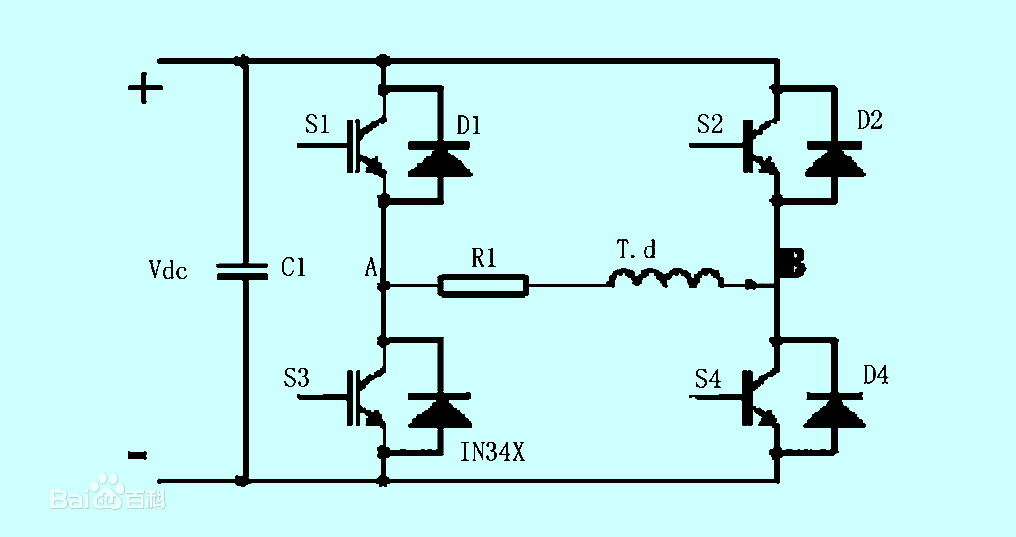
H桥

全橋轉換器的四個開關會分為二組開關，一組閉合時另一組斷路，二組導通。相移全橋轉換器的二臂訊號有相位差，其中一臂是領先開關，另一臂是落後開關，利用此方式可以使開關達到開關導通前電壓為零的零電壓切換（zero voltage switching），減少切換損失的效果。

## 外部連結
- Texas Instrument Phase-Shifted Full Bridge DC/DC Power Converter Design Guide （页面存档备份，存于）